# Корфантов
Корфантов (пољ. Korfantów) град је у Пољској у Војводству опољском. По подацима из 2012. године број становника у месту је био 1910.

## Становништво
| 2012. |
| ----- |
| 1.910 |